# Guglielmo Pusterla
Guglielmo Pusterla (Milano, 1380 – Brescia, ...) è stato un vescovo cattolico italiano.
Proveniente da nobile famiglia milanese, succedette a Tommaso Pusterla sulla cattedra bresciana quando aveva solo 19 anni, dopo aver ottenuto una dispensa papale. Sotto il dominio di Pandolfo III Malatesta venne a Brescia un altro Pandolfo, arcidiacono di Bologna, che lo sostituì.